# Jeux du Canada d'été de 1989
Les Jeux du Canada d'été de 1989 sont des compétitions sportives qui ont opposé les provinces et les territoires du Canada au cours de l'été 1989.
Les Jeux du Canada sont présentés tous les deux ans, en alternance l'hiver et l'été. En 1989, les jeux ont eu lieu à Saskatoon en Saskatchewan du 13 août au 26 août 1989.

## Tableau des médailles
| Province                  | Or | Argent | Bronze | Total |
| ------------------------- | -- | ------ | ------ | ----- |
| Alberta                   | 16 | 19     | 15     | 50    |
| Colombie-Britannique      | 23 | 38     | 20     | 81    |
| Manitoba                  | 6  | 6      | 17     | 29    |
| Île du Prince-Édouard     | 0  | 1      | 0      | 1     |
| Nouveau-Brunswick         | 8  | 1      | 6      | 15    |
| Nouvelle-Écosse           | 5  | 9      | 8      | 22    |
| Ontario                   | 43 | 37     | 37     | 117   |
| Québec                    | 33 | 23     | 27     | 83    |
| Terre-Neuve-et-Labrador   | 0  | 2      | 3      | 5     |
| Territoires du Nord-Ouest | 0  | 0      | 0      | 0     |
| Saskatchewan              | 14 | 13     | 18     | 45    |
| Yukon                     | 0  | 1      | 0      | 1     |